# Giovanni Orseolo
Giovanni Orseolo (Venezia, 984 – Venezia, 1007) è stato un politico italiano, figlio e coreggente del doge veneziano Pietro II.

## Biografia
Primogenito di Pietro II Orseolo e di sua moglie Felicita, di lui si hanno notizie a partire dal 1002 quando, ad appena diciott'anni, il padre lo nominò suo coreggente.
Nel giugno 1004 partì per Costantinopoli dove sposò Maria, figlia del principe bizantino Argiro e parente dell'imperatore Basilio II Bulgaroctono, nonché sorella di Romano III. La coppia ebbe un figlio nato nel 1005, chiamato Basilio. Il matrimonio servì a rinvigorire l'alleanza tra Venezia e i Bizantini, già fortificata dall'abilità politica del doge; probabilmente quest'ultimo guardava con grande interesse ai progetti espansionistici di Basilio, che ora si rivolgevano alla penisola balcanica. La nascita di un figlio, chiamato, non a caso, Basilio, non fa che confermare questa ipotesi.
Ma le speranze che Pietro riponeva sull'erede svanirono nel 1007 quando Giovanni, la moglie e il figlioletto morirono vittime di una pestilenza. I loro corpi furono tumulati nella chiesa di San Zaccaria.
La carica di coreggente fu assunta dal fratello Ottone, di non poche qualità ma certamente meno dotato.